# Indumentaria estilo Imperio

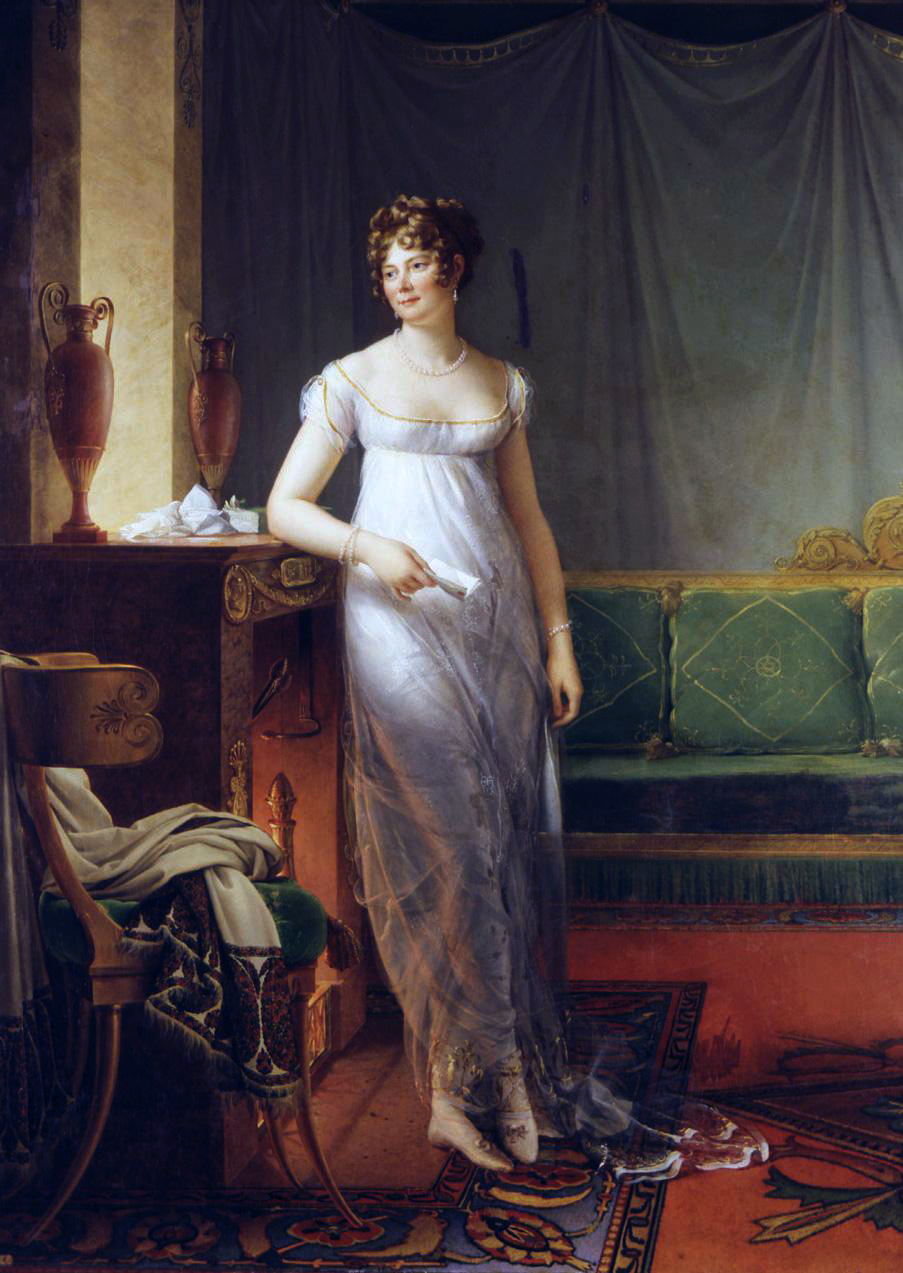
Retrato de Catherine Worlée, princesa de Talleyrand-Périgord, entre 1804 y 1805. Autor François Gérard.

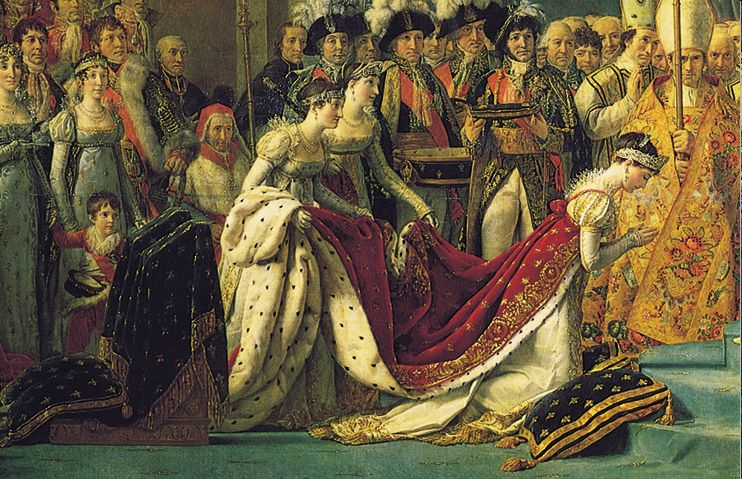
Fragmento del cuadro La coronación de Napoleón de Jacques-Louis David en el que se observa una evolución del primitivo vestido camisa hacia un traje menos sencillo y más ostentoso, aunque se mantiene el talle alto y la falda recta.

El elemento principal de la indumentaria estilo Imperio fue la denominada silueta Imperio, también llamado vestido estilo Imperio, vestido camisa o, en inglés, vestido Regency style (Estilo regencia) por coincidir con la regencia del futuro rey Jorge IV en el Reino Unido. Este vestido se ceñía debajo del busto, y desde allí caía en una falda larga y recta, de forma tubular hasta los pies. Fue popularizado por Josefina Bonaparte, esposa del emperador Napoleón Bonaparte.

## Vestido estilo Imperio
La estructura de este vestido continuó las formas introducidas durante el periodo del Directorio, que se ceñía bajo el busto y caía en una falda larga y recta, en forma de tubo hasta los pies. La silueta de este nuevo estilo hacía innecesario el uso del corsé dado que no se marcaba ya la cintura de forma tan ajustada como anteriormente.
En los primeros años del siglo XIX, el cuerpo del vestido se mantiene sencillo y muestra ligereza, siguiendo el estilo directorio, con un escote recto y muy bajo desde el cual salían las mangas. La falda caía desde la línea de costura bajo el busto, haciéndose cada vez más estrecha hasta quedar un tubo recto de tela que podía tener cola o no. Un elemento común, que se mantuvo hasta aproximadamente 1813, fue el uso de escotes muy pronunciados, utilizados en los vestidos de noche y también de tarde.
Los tejidos empleados eran livianos como la muselina, batista, linón, tul, algodón y gasas y poco a poco retornaron las sedas. Para los chales se utilizó tafetán, moiré y cachemira. Los colores eran tenues, verdes, castaños, blanco y pasteles. Los bordados eran de símbolos griegos y romanos, como los laureles y las grecas. Lentamente retornaron los hilos metálicos y los de seda multicolor.
También estuvo acompañado por diversos cuellos y mangas ajustadas hasta el puño o manga globo corta, entonces siempre acompañada de guantes largos.
A partir de 1806, aproximadamente, la consolidación de la corte napoleónica propició el abandono de la sencillez del Directorio, se pierde el aspecto de túnica, los vestidos se confeccionan de forma más estructurada, se corta el cuerpo de forma más ajustada y se acompaña de diversos cuellos y mangas de formas variadas. Entre estas, se introducen detalles renacentistas como: mangas acuchilladas, lechuguillas y adornos alrededor de los amplios escotes. También se empiezan a utilizar tejidos más lujosos y menos ligeros.
La ligereza del conjunto en los primeros años no impidió que resurgiera el uso del corsé, hacia 1811, como prenda interior, oculta, que no tenía como misión ya ajustar la cintura, sino que su principal objetivo era abultar el pecho, que asomaba gracias a los generosos escotes. Igualmente se comienza en esos años a adornar el extremo del escote con tejido almidonado en su alrededor. Denominado por Von Boehn como cherruses y otros autores como cherrusque, se trataba de una tira de encaje o muselina ligera que, plegada o fruncida adornaba la orilla. Gradualmente se fue exagerando su empleo. La sencillez primitiva de los vestidos fue desapareciendo y fueron quedando ocultos detrás de estos múltiples adornos que incluyeron también lechuguillas de grandes dimensiones.

## Accesorios

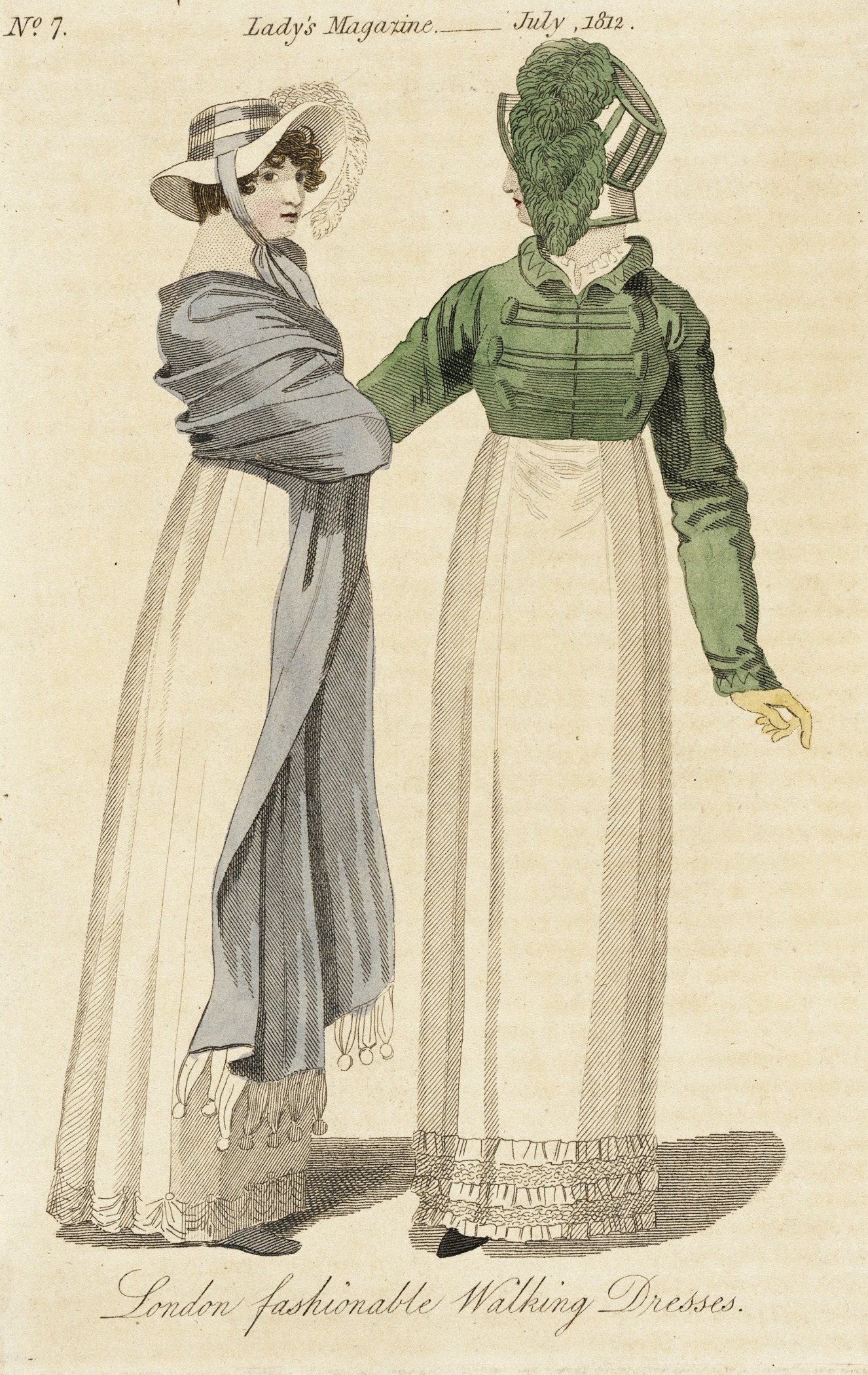
Ilustración de damas con chaqueta Spencer y chal. (Londres, 1812).

Como prenda de abrigo se adoptó una chaqueta corta, que terminaba bajo el busto conocida como Spencer, que tenía su origen en Inglaterra, que consistía en una chaquetilla abierta por delante con largas mangas ajustadas y que podía terminar por detrás en una cola. A menudo con adornos en los hombros denominados jockeys. También se empleaban largos abrigos de corte masculino (redingotes) y, sobre todos ellos, el accesorio más importante fue el chal, tomado de la época de la Antigüedad Clásica.
El peinado y maquillaje se mantuvieron con estilos recogidos romanos y la apariencia natural en la tez y el peinado. El calzado femenino experimenta transformaciones ya que pierde el tacón y se impone el uso de balerinas, planas, realizadas en cueros y textiles.

## Historia

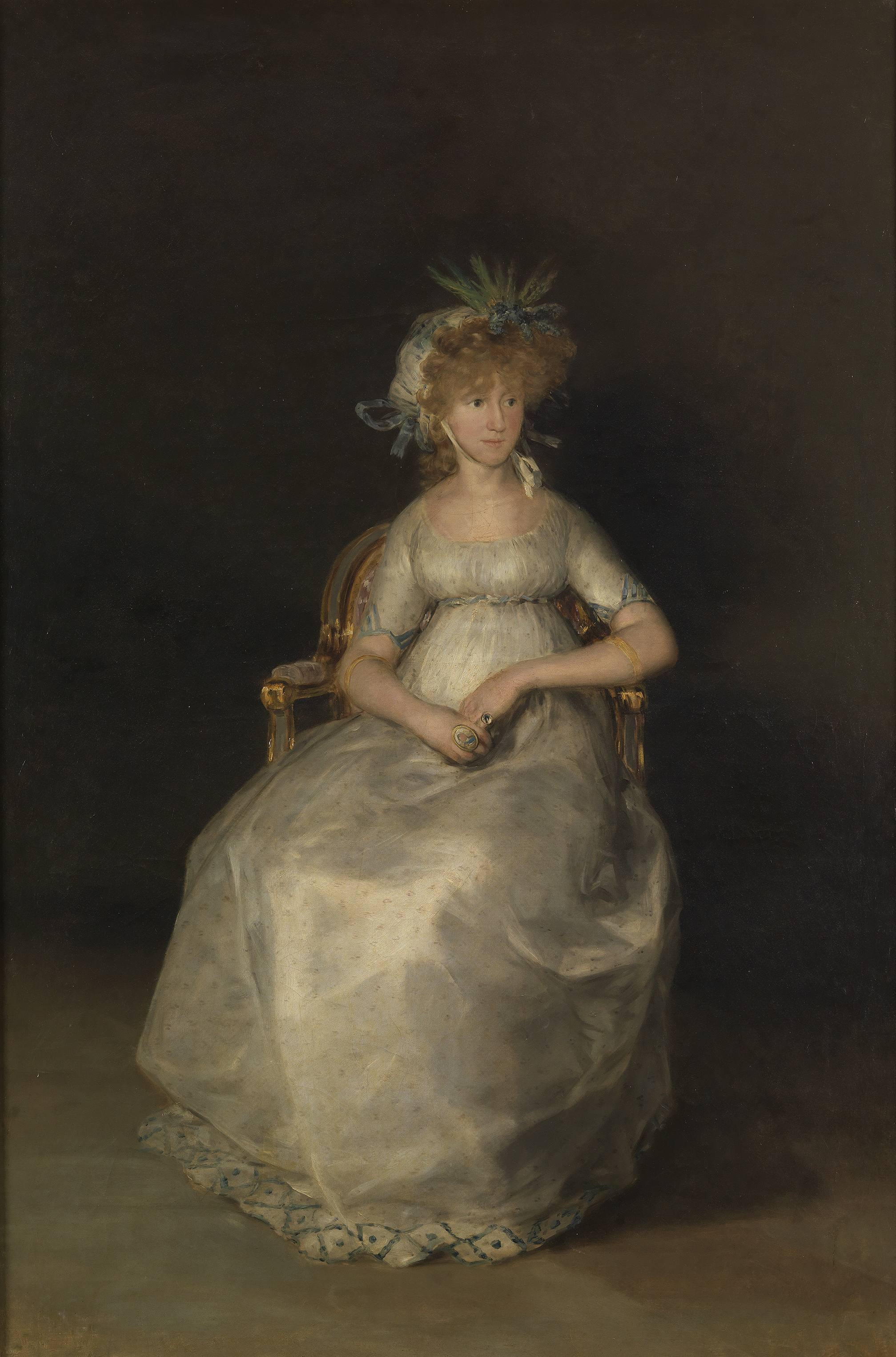
Retrato de la condesa de Chinchón (1800). Magnífica representación realizada por Francisco de Goya del vestido estilo imperio de la condesa, en el que pueden destacarse los bordados en la parte inferior de la falda, que no estropean el efecto de sencillez y blancura que se quería transmitir. En este momento ya no se usaban sombreros y la cabeza solía ir descubierta, adornada con alguna joya y a veces con gorritos como el que luce la condesa en este cuadro.

El estilo artístico Imperio fue dominante en arquitectura, decoración de interiores, mobiliario y moda, durante los inicios del siglo XIX en Francia. Se inserta dentro del espíritu neoclásico.  Tiene su antecedente en el estilo Directorio, y toma su nombre del periodo de gobierno de Napoleón en Francia, conocido como Primer Imperio francés, y que es cuando se construyen en París las grandiosas infraestructuras neoclásicas como el Arco del Triunfo, la Columna Vendôme y iglesia de la Madeleine, para emular los famosos edificios de la Roma imperial.
A finales del siglo XVIII se combinaron diversas influencias que resultaron en una transformación de la ropa femenina, por un lado las ideas de la Ilustración, que se manifestaban en las obras de Rousseau, con sus deseos de una vuelta a la vida natural y acorde con la naturaleza. Una segunda influencia procede de Inglaterra que en virtud a su poder económico y político, exporta una forma de vestir más cómoda y práctica, menos influenciada por el vestido cortesano. Por último también destaca el neoclasicismo que alcanzó la moda como había llegado anteriormente a la arquitectura, la escultura o a la pintura. La moda imitó los trajes de las pinturas y estatuas clásicas romanas y colocó el talle debajo del pecho y se eligieron telas blancas y vaporosas que dejaban adivinar las formas del cuerpo con el movimiento.